# اتفاقية روما
اتفاقية روما أو معاهدة روما لعام 1957 شكلت نواة التكتل الاقتصادي الأوروبي، والتي بموجبها تأسست المجموعة الأوروبية الاقتصادية الأولى CEE والتي نصت على إنشاء سوق أوروبية مشتركة حتى يستفاد من المنتوجات الأوروبية ولخلق تكتل اقتصادي وسياسي مندمج بين الدول الأوروبية، قبل أن تتحول إلى ما يعرف حاليا بالاتحاد الأوروبي.

## لمحة تاريخية

### خلفية
في عام 1951، أدى التوقيع على معاهدة باريس إلى إنشاء المجموعة الأوروبية للفحم والصلب (أي سي إس سي). اعتُبرت معاهدة باريس معاهدة دولية مستندة إلى القانون الدولي، إذ سعت إلى المساعدة في إعادة بناء اقتصادات القارة الأوروبية، ومنع الحرب في أوروبا وضمان السلام الدائم.
ترجع الفكرة الأصلية للمعاهدة إلى جان مونيه، الذي كان موظفًا حكوميًا كبيرًا في فرنسا، وقد أعلن روبير شومان، وزير الخارجية الفرنسي، عن المعاهدة في 9 مايو 1950. هدفت معاهدة باريس آنذاك إلى تجميع إنتاج الفحم والصلب من فرنسا وألمانيا الغربية، إذ شكلت هاتان المادتان الخام أساس الصناعة (بما في ذلك صناعة الحرب) والقوة لدى البلدين. انطوت الخطة المقترحة على خضوع إنتاج الفحم والصلب في فرنسا وألمانيا الغربية لسلطة عليا مشتركة في إطار منظمة مفتوحة أمام مشاركة دول أوروبية أخرى. كان تعزيز التعاون الفرنسي الألماني ونفي إمكانية الحرب الهدف السياسي الرئيسي للمجموعة الأوروبية للفحم والصلب.
بدأت كل من فرنسا، وألمانيا الغربية، وإيطاليا، وبلجيكا، ولوكسمبورغ وهولندا التفاوض على المعاهدة. وُقعت المعاهدة التي أمكن بموجبها تأسيس المجموعة الأوروبية للفحم والصلب في باريس في 18 أبريل 1951، ودخلت حيز التنفيذ في 24 يوليو 1952. انتهت المعاهدة بعد خمسين عام في 23 يوليو 2002 كما كان متوقع. افتُتحت السوق المشتركة للفحم، وخام الحديد والخردة في 10 فبراير 1953، ولاحقًا للصلب في 1 مايو 1953.
اقترحت فرنسا مرة أخرى تأسيس مجموعتين إضافيين في إطار الهدف الجزئي المتمثل في إنشاء الولايات المتحدة الأوروبية. تمثلت هاتان المجموعتان في جماعة الدفاع الأوروبية (أي دي سي) والجماعة السياسية الأوروبية (أي بّي سي). بينما كانت المعاهدة الخاصة بتأسيس الجماعة السياسية الأوروبية قيد الصياغة بواسطة الجمعية العامة، الغرفة البرلمانية للمجموعة الأوروبية للفحم والصلب، رفض البرلمان الفرنسي المشاركة في إنشاء جماعة الدفاع الأوروبية. احتجاجًا على ذلك، قدّم الرئيس جان مونيه، الذي كان من الشخصيات البارزة المساهمة في تأسيس هذه المجموعات، استقالته من السلطة العليا وبدأ العمل على المجتمعات البديلة، القائمة على أساس التكامل الاقتصادي عوضًا عن التكامل السياسي.
نتيجة لأزمة الطاقة، اقترحت الجمعية العامة توسيع صلاحيات الجماعة الأوروبية للفحم والصلب لتشمل مصادر الطاقة الأخرى. مع ذلك، فضّل مونيه إنشاء مجموعة منفصلة لتغطية الطاقة النووية، إذ أمر بتعيين لويس أرماند لإجراء دراسة حول آفاق استخدام الطاقة النووية في أوروبا. أفاد التقرير بوجود حاجة إلى مزيد من التطوير النووي، بهدف سد العجز الناجم عن استنفاذ رواسب الفحم والحد من الاعتماد على منتجي النفط. حرصت دول اتحاد البينيلوكس وألمانيا الغربية بدورها على تأسيس سوق مشتركة عامة؛ مع ذلك، عارضت فرنسا هذه الفكرة نظرًا إلى سياستها الحمائية، واعتقد مونيه أن هذه المهمة ضخمة وصعبة للغاية. في النهاية، اقترح مونيه تأسيس مجموعتين منفصلتين في محاولة لتلبية جميع المصالح. انتهى مؤتمر ميسينا الذي عُقد في عام 1955 بتعيين بول هنري سباك رئيسًا للجنة التحضيرية، التي عُرفت باسم لجنة سباك، إذ كُلفت اللجنة بإعداد تقرير حول إنشاء السوق الأوروبية المشتركة. تولى بيير أوري، أحد المتعاونين الوثيقين مع مومنت، صياغة كل من تقرير سباك ومعاهدة روما.

### الانتقال نحو السوق المشتركة
وضع تقرير سباك الذي أعدته لجنة سباك حجر الأساس لمزيد من التقدم إذ حصل على القبول في مؤتمر البندقية (29 و30 مايو 1956) حين أمكن اتخاذ القرار بتنظيم مؤتمر حكومي دولي. استطاع هذا التقرير تمهيد الطريق أمام عقد المؤتمر الحكومي الدولي للسوق المشتركة والمجموعة الأوروبية للطاقة الذرية (يوراتوم) في فال دوتشيس في عام 1956. انتهى المؤتمر بالموافقة على تقاسم المجموعات الجديدة للجمعية المشتركة (التي أصبحت معروفة باسم الجمعية البرلمانية) مع الجماعة الأوروبية للفحم والصلب، بالإضافة إلى تقاسم محكمة العدل الأوروبية. مع ذلك، استثنى المؤتمر تقسيم مجلس السلطة العليا للمجموعة الأوروبية للفحم والصلب. أُطلق على كل من السلطتين العاليتين الجديدتين اسم المفوضية، نظرًا إلى تقليص صلاحياتهما. أظهرت فرنسا ترددًا حيال الموافقة على منح المزيد من الصلاحيات فوق الوطنية؛ لم تتمتع المفوضيات الجديدة بالتالي إلا بصلاحيات أساسية، إذ تعين الموافقة على القرارات الهامة من قبل المجلس (الوزراء الوطنيين)، ليصبح الأمر معتمدًا الآن على التصويت بالأغلبية. عززت يوراتوم التعاون في المجال النووي، إذ شهد هذا المجال شعبية كبيرة في ذلك الوقت، وقد كان من المقرر تأسيس المجتمع الاقتصادي الأوروبي لاتحاد جمركي شامل بين الأعضاء.